# Nikołaj Czaplin
Nikołaj Pawłowicz Czaplin (ros. Николай Павлович Чаплин, ur. 19 grudnia 1902 we wsi Rogniedino w guberni smoleńskiej, zm. 23 września 1938 w Leningradzie) – radziecki działacz partyjny i komsomolski.

## Życiorys
Od 1918 działacz Komsomołu, 1919 przewodniczący powiatowego komitetu Komsomołu w Smoleńsku, od 1919 członek RKP(b). Od kwietnia do października 1920 sekretarz odpowiedzialny gubernialnego komitetu Komsomołu w Tiumeni, 1920-1921 sekretarz odpowiedzialny gubernialnego komitetu Komsomołu w Smoleńsku, do września 1921 kierownik Wydziału Oświaty Politycznej Gubernialnego Komitetu RKP(b) w Jekaterynburgu, od 28 września 1921 do 5 maja 1928 członek KC Komsomołu. Od 28 września 1921 do października 1922 kierownik Wydziału Oświaty Politycznej KC Komsomołu, od lipca do września 1922 członek Biura KC Komsomołu ds. Pracy Wśród Dzieci, 1922 sekretarz KC Komsomołu, 1922-1924 sekretarz Zakaukaskiego Komitetu Krajowego Komsomołu i członek Zakaukaskiego Krajowego Komitetu RKP(b). Od kwietnia do 18 lipca 1924 ponownie sekretarz KC Komsomołu, od 31 maja 1924 do 26 stycznia 1934 zastępca członka KC RKP(b)/WKP(b), od 2 czerwca 1924 do 26 czerwca 1930 zastępca członka Biura Organizacyjnego KC RKP(b)/WKP(b), od 18 lipca 1924 do 22 marca 1926 I sekretarz KC Komsomołu. Następnie od 22 marca 1926 do 16 maja 1928 sekretarz generalny KC Komsomołu, 1928-1930 słuchacz kursów marksizmu-leninizmu przy KC WKP(b), od 8 maja do 29 listopada 1930 II sekretarz Zakaukaskiego Komitetu Krajowego WKP(b), od 1931 członek Prezydium Centrosojuza, przewodniczący Wszechzwiązkowego Urzędu ds. Żywienia Kooperatywnego. Od 1933 szef Wydziału Politycznego Kolei Murmańskiej, później szef Wydziału Politycznego Kolei Kirowskiej, potem do czerwca 1937 szef Kolei Południowo-Wschodniej. 4 kwietnia 1936 odznaczony Orderem Lenina.
28 czerwca 1937 aresztowany, 22 września 1938 skazany na sesji wyjazdowej Wojskowego Kolegium Sądu Najwyższego ZSRR na śmierć, następnie rozstrzelany. 9 lipca 1955 pośmiertnie zrehabilitowany.